# Yaodong
A Yaodong, popularmente conhecida como casa das cavernas, é um tipo de arquitetura vernacular muito comum no norte da China, na região do Planalto de Calcário, construída e esculpida em uma encosta, no entorno de uma caverna.

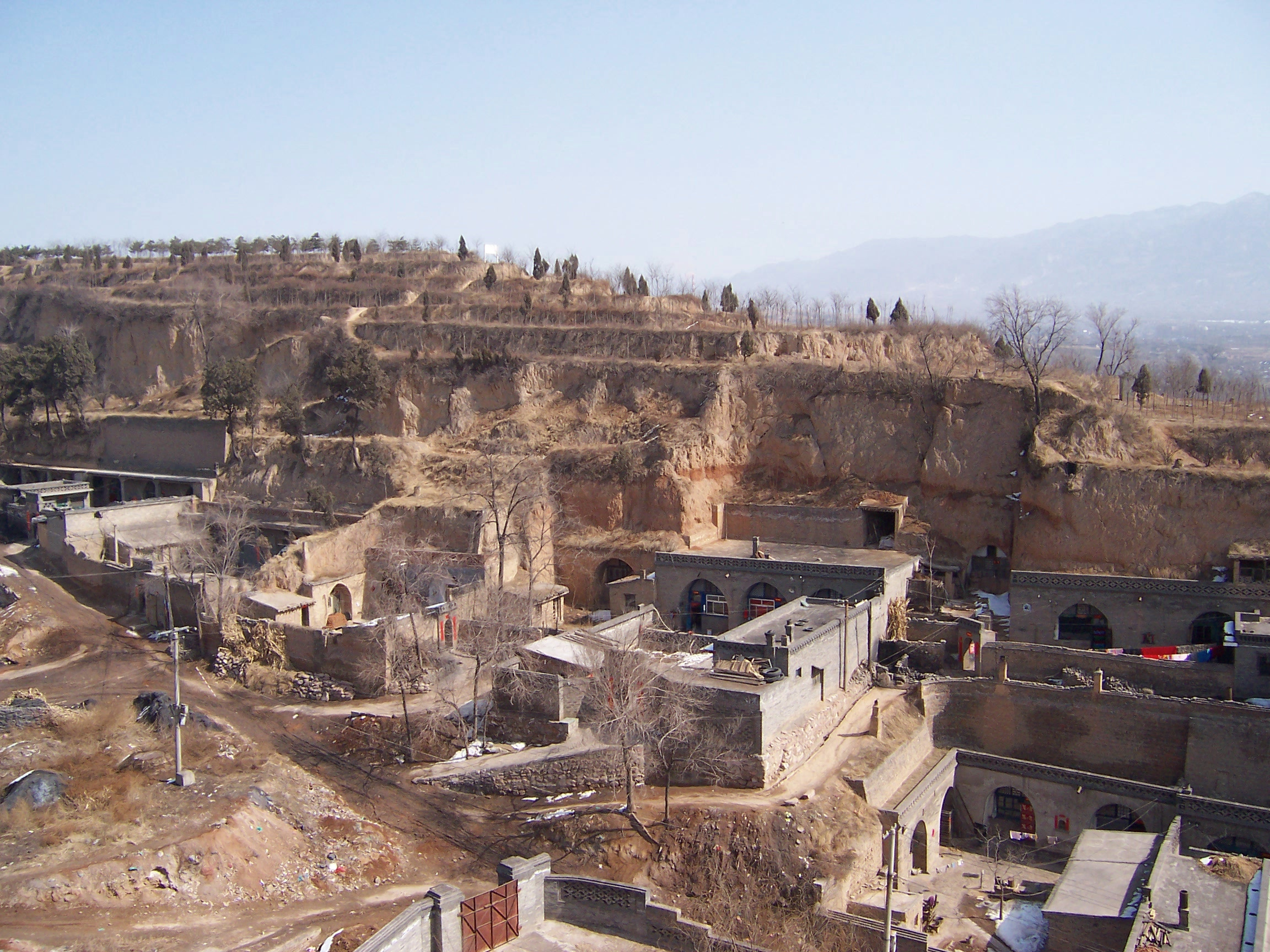
Yaodong em Shaanxi, na China

Geralmente é cavada no chão, formando uma habitação enterrada, ou de modo que fique em cima de uma estrutura de tijolos. É uma estrutura basicamente feita de solo, podendo ser reforçada com pilares de madeira. No acabamento, utilizam pedras para a base, e argila para o revestimento, e as paredes internas são geralmente rebocadas com cal para torná-las brancas, e o telhado normalmente é coberto com terra, ou em alguns casos, por outra casa.

## Origem
As primeiras habitações Yaodongs datam do segundo milênio a.C., na Idade do Bronze. Estudiosos chineses acreditam que este tipo de moradia se desenvolveu principalmente durante a Dinastia Han (206 a.C.-220 d.C.), aumentando seu ritmo de construção ao longo da Dinastia Ming (1368-1644) e Qing (1644-1912).

## Tipos
A Yaodong pode ser dividida em três classes, sempre de acordo com a topografia do entorno e da caverna, sendo: a Yaodong de penhasco, Yaodong com jardins “afundados”, e Yaodong de estrutura autônoma. 

### Yaodong de penhasco
A Yaodong de penhasco é construída em falésias, ou ao longo das encostas de colinas de calcário. Os moradores cavam para a formação de 3 até 5 quartos. Geralmente conectada à superfície com alguma inclinação, ou até mesmo com escadas de tijolos, a altura das Yaodongs não segue um padrão, e dependendo da espessura das paredes, é possível criar um espaço no topo da caverna, um ambiente celestial, para a entrada de luz solar.

### Yaodong com jardins "afundados"
A Yaodong com jardins “afundados” é construída em buracos ou poços retangulares cavados em área plana, aberturas que, se tornam o pátio, ou o jardim da caverna, sendo, nas paredes deste buraco, cavadas cavernas para as moradias. Assim como as Yaodongs de penhasco, ela também possui uma escada, que, localizada no pátio central, além de elemento funcional, acrescenta na parte decorativa das cavernas.

### Yaodong de estrutura autônoma
A Yaodong de estrutura autônoma é construída de pedra, terra e argila, e sua cobertura é em forma de abóbada. Em alguns casos, para aumentar a edificação, são acrescentadas casas de madeira, porém a caverna será sempre o cômodo principal, devido à sua eficiência climática, quente no inverno e fria no verão.

## Sistema construtivo
De modo geral, as Yaodongs mantêm um tradicionalismo na forma construtiva, seguindo os padrões estabelecidos na essência de uma residência chinesa. Usando os pontos cardeais, a entrada principal está localizada no sudeste, ao norte fica a sala de estar, usada durante o dia por todos os moradores, e a noite exclusiva para os idosos. Nas extremidades laterais, os quartos dos mais novos, cozinha e tanque, e ao sul, está o banheiro e o curral do gado. 
As Yaodongs são moradias utilizadas há mais de 4 mil anos, devido à facilidade de construção, por ser um ambiente natural, sustentável e apresentar um isolamento térmico nas residências. Ao passar dos anos, foram acrescentados em suas características o aumento da espessura e altura das paredes, para evitar roubos e proteger a casa. Além disso, houve apenas mudanças com o intuito de modernizar o ambiente em que vivem como a instalação de um sistema inovador de aquecimento solar e a utilização de métodos de ventilação que minimizam o consumo de energia. Ainda, implantaram cozinhas elaboradas e chaminés, e construíram camas feitas de tijolos e argilas que, quando posicionadas nas paredes mais próximas ao fogão à lenha, permitem que o calor percorra as paredes, e aqueça as camas e os cômodos. 
Estas construções foram sendo esquecidas, pois a população estava mudando para as grandes cidades a procura de novas oportunidades, já nas últimas décadas voltaram a ser procuradas por pesquisadores e admiradores, pelos benefícios econômicos e ambientais.